# Anschlag von Orlando am 12. Juni 2016

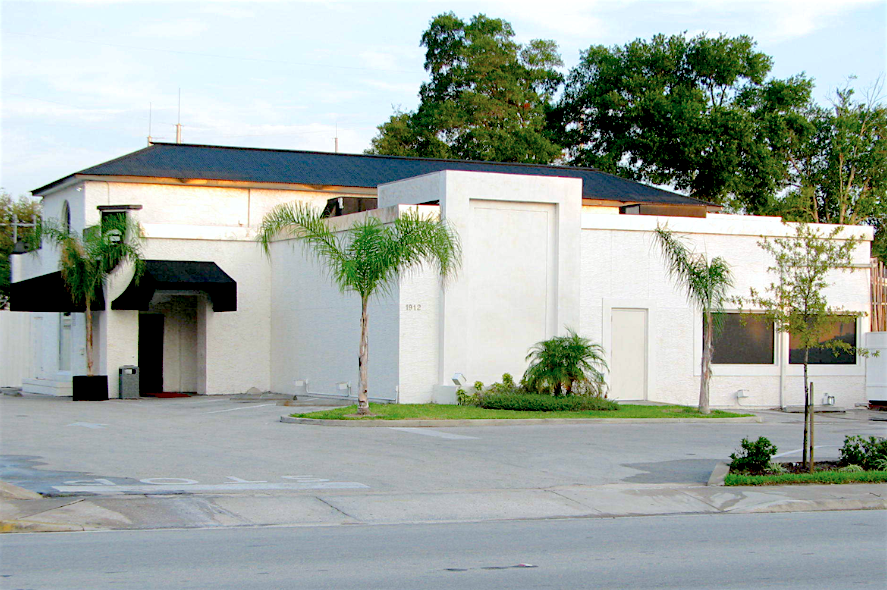
Nachtclub Pulse (2006)

Bei dem Attentat von Orlando im US-Bundesstaat Florida am 12. Juni 2016 wurden 49 Menschen getötet und 53 verletzt. Damit war es das bis dahin folgenschwerste Attentat in den Vereinigten Staaten seit den Anschlägen vom 11. September 2001, der gravierendste einzelne queerfeindliche Gewaltakt und eines der verheerendsten Massaker in der Geschichte des Landes. Der Attentäter Omar Mateen wurde durch Polizisten getötet.

## Tathergang

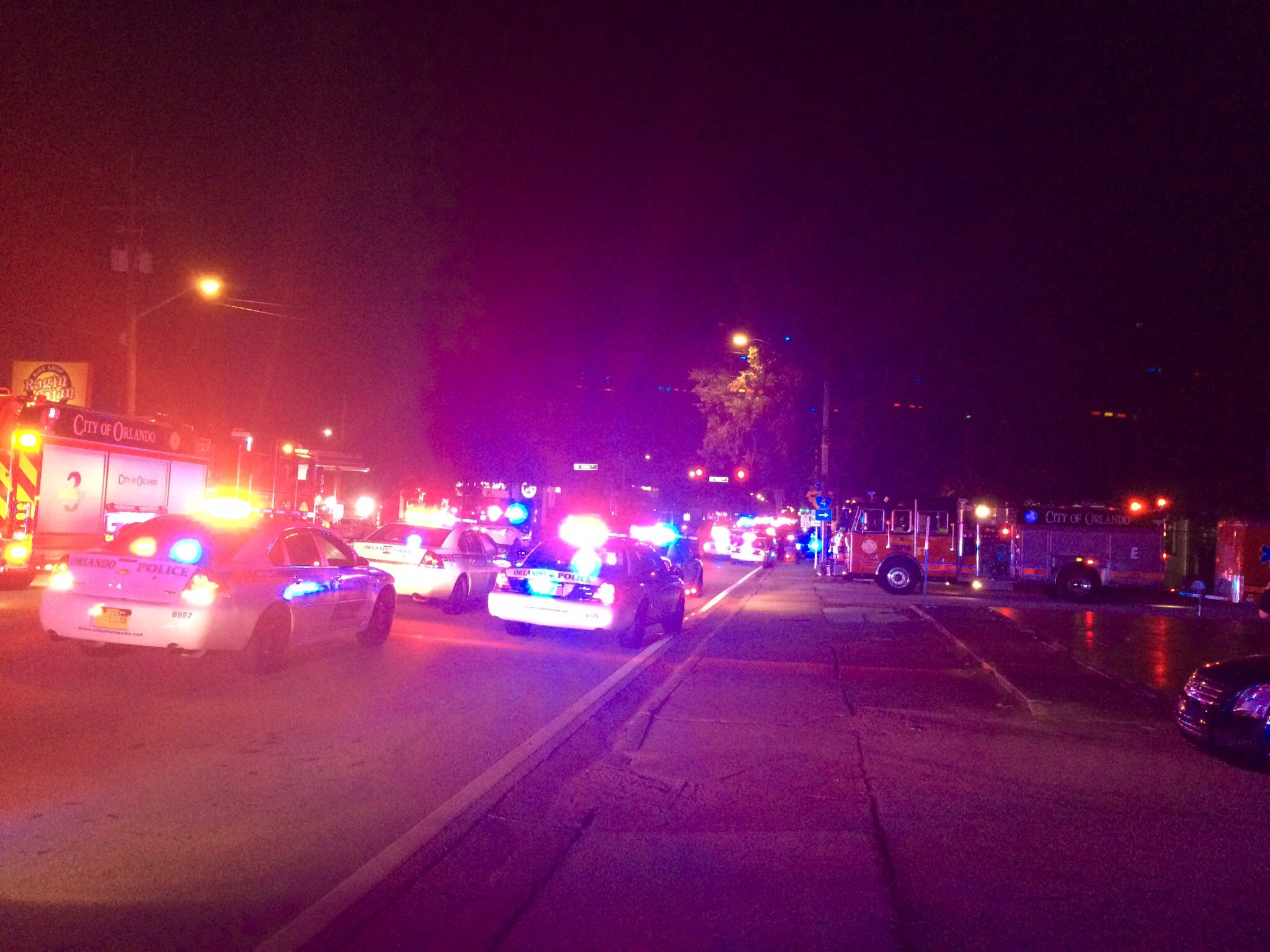
Einsatz- und Rettungsfahrzeuge vor dem Nachtclub während der Geiselnahme

Gegen 2:00 Uhr früh Ortszeit (8:00 Uhr MESZ) kam es in dem überwiegend von LGBT-Personen besuchten Nachtclub Pulse in Orlando, Florida, zu einer Geiselnahme und Erschießungen unter Einsatz eines Selbstladegewehrs SIG Sauer MCX und einer Glock 17. Diese Waffen hatte der Täter laut Angaben des Bureau of Alcohol, Tobacco, Firearms and Explosives in der Woche zuvor legal erworben. Als Mateen das Pulse betrat, befanden sich etwa 320 Menschen in den Räumlichkeiten. Etwa 100 Polizisten wurden nach den ersten Notrufen zum Tatort entsandt.
Um 2:22 Uhr meldete der Täter sich per Notruf, wobei er sich zur Terrororganisation Islamischer Staat bekannte und auch auf Tamerlan und Dschochar Zarnajew, die Attentäter des Anschlags auf den Boston-Marathon, verwies. Um 3:58 Uhr gab das Orlando Police Department (OPD) öffentlich bekannt, dass es eine Schießerei mit zahlreichen Verletzten in dem Club gegeben habe.
Als immer mehr Polizisten das Pulse erreichten, zog sich Mateen in die Toilettenräume zurück, wo er vier bis fünf Geiseln in seiner Gewalt hatte. Bei den folgenden Verhandlungen mit der Polizei wirkte der Täter laut Angaben des Polizeichefs ruhig und gelassen und gab zu verstehen, Sprengstoff bei sich zu haben und weitere Geiseln zu töten. Ein SWAT-Team der Polizei stürmte um 5:08 Uhr den Club. Unter anderem wurde ein Loch in eine Außenmauer gesprengt. Bei dieser Aktion seien nach Angaben der Polizei etwa 30 Menschen befreit worden. Der Attentäter wurde bei einem Schusswechsel mit der Polizei getötet. 39 Menschen wurden innerhalb des Clubs tot aufgefunden, zwei weitere außerhalb. Weitere Opfer erlagen in umliegenden Krankenhäusern ihren Verletzungen. Ein Polizist erlitt bei der Erstürmung einen Kopfschuss mit einer Augenverletzung, die im Krankenhaus behandelt werden musste; die Kugel hatte den Helm durchschlagen.
Insgesamt kamen mindestens 49 Personen ums Leben und 53 weitere Personen wurden z. T. lebensgefährlich verletzt. Der Großteil der Opfer im Club waren US-Bürger puerto-ricanischer und mexikanischer Abstammung.
Am 30. Juni berichtete die New York Times von neu aufgetauchten Dokumenten, die den durch offizielle Stellen veröffentlichten Geschehensablauf in Frage stellten. So berichteten Notrufer von Schüssen auch nach 2:18 Uhr, nämlich um 2:30 und 2:34 Uhr, was den bisherigen Verlautbarungen widerspricht. Die ersten Anrufe von Schwerverletzten aus den Toilettenräumen des Pulse trafen bei den Rettungsstellen ab 2:21 Uhr ein, und somit 30 Minuten bevor die Polizisten vor Ort gewarnt wurden, dass Mateen Sprengstoff bei sich trug, womit sich die Frage stelle, weshalb der Zugriff nicht früher erfolgte. Zudem bestätigte sich eine frühere Meldung, dass die Fluchttüren des Nachtclub zum Teil nicht funktionierten.

## Täter

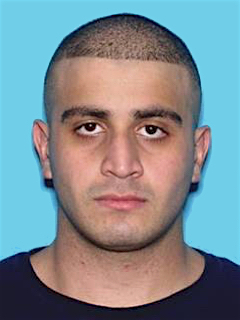
Der Attentäter Omar Mateen (Führerscheinfoto)

Omar Mir Seddique Mateen, zuletzt wohnhaft in Port St. Lucie, wurde am 16. November 1986 in New Hyde Park, New York, geboren. Er war der Sohn afghanischer Immigranten und zog mit seinen Eltern im Jahr 1990 nach Port St. Lucie. Sein Vater war als Finanzmakler zu Wohlstand gekommen und hatte die amerikanische Staatsbürgerschaft erhalten. Bis zum Abschluss besuchte Mateen drei unterschiedliche High Schools, wobei er mehrfach vom Schulbesuch suspendiert wurde, auch wegen Tätlichkeiten. Er besuchte für ein Jahr die Martin County High School und erreichte jeweils 2006 und 2007 Abschlüsse am Indian River State College.
2009 heiratete er eine aus Usbekistan stammende Frau; das Paar wurde 2011 geschieden. 2013 heiratete Mateen zum zweiten Mal. Er wurde Vater eines zur Tatzeit drei Jahre alten Sohnes. Mateen besaß die US-amerikanische und die afghanische Staatsbürgerschaft.
Mateen besaß durch seine Arbeit für die größte international agierende Sicherheitsfirma G4S zwei Waffenscheine mit dazugehörigen Waffen und eine Lizenz als Sicherheitsbediensteter.
Mateen stand nicht auf der Terroristenliste des FBI, es gab aber Ermittlungen wegen anderer Straftaten gegen ihn.
Laut FBI gibt es Hinweise darauf, dass Mateen mit der Terrororganisation Islamischer Staat (IS) sympathisiert habe, und ein Hassverbrechen gegen Homosexuelle werde nicht ausgeschlossen. Allerdings bestätigte sich dieses ursprünglich vermutete Motiv im Laufe der weiteren Ermittlungen nicht: Weder hatte Mateen gezielt einen LGBT-Nachtclub als Angriffsziel genutzt, noch habe er sich während seiner Mordserie LGBT-feindlich geäußert. Stattdessen kritisierte er mehrfach aktuelle Militäreinsätze in muslimischen Ländern.
Mateen wurde 2013 aus dem Sicherheitsdienst des Courthouse von Fort Pierce entlassen, da er dort durch Auftreten und aufrührerische Kommentare negativ aufgefallen war, und als Wachpersonal zu einem örtlichen Golfplatz versetzt. Laut FBI-Direktor James B. Comey befand sich Mateen auch anlässlich dieses Vorgangs von 2013 bis 2014 auf einer Terrorismus-Beobachtungsliste. Adam Schiff, Minderheitenführer der Demokratischen Partei im United States House Permanent Select Committee on Intelligence, teilte mit, dass Informationen vorlägen, dass Mateen dem IS Gefolgschaft geschworen habe.
Mateens Vater Seddique Mir Mateen sagte gegenüber NBC News, dass die Tat seines Sohnes nicht religiös motiviert sei, sein Sohn aber sehr wütend geworden sei, nachdem er in Miami vor Monaten zwei sich küssende Männer gesehen habe. Seddique Mir Mateen selbst täuschte 2015 eine Kandidatur für die bereits ein Jahr zuvor gehaltene Präsidentschaftswahl in Afghanistan vor. Außerdem sympathisierte der Vater des Täters auf einem islamischen Fernsehsender aus Kalifornien sowie auf YouTube mit den Taliban. Dort kritisierte er auch die Durand-Linie (Demarkationslinie zwischen Afghanistan und Pakistan).
Nach Angaben von Augenzeugen habe Mateen häufig den von ihm angegriffenen LGBT-Club besucht und öfter an der Bar Alkohol konsumiert. Er sei dort aufgrund seiner Aggressivität negativ aufgefallen. Außerdem habe er eine bei Schwulen beliebte Dating-App benutzt. Das FBI teilte mit, es gebe keine Belege für eine Nutzung derartiger Dating-Apps. Eine Sprecherin der Klubinhaberin erklärte, Mateen sei kein regelmäßiger Gast im Pulse gewesen.
Seine Ex-Frau Yusufiy und ehemalige Mitschüler behaupteten, Mateen sei selbst homosexuell gewesen.
Gegen die Witwe des Attentäters, Noor Zahi Salman, wurde ein Ermittlungsverfahren wegen Beihilfe eingeleitet. Sie habe ihn beim Waffen- sowie Munitionskauf begleitet und ihn bei einer früheren Auskundschaftung des Pulse-Nachtclubs zu diesem gefahren. Ihr wird vorgeworfen, es jeweils unterlassen zu haben die Polizei zu informieren.
Die Autopsie ergab, dass Mateen HIV-negativ war und lange Zeit Steroide nutzte.

## Reaktionen

### Politik

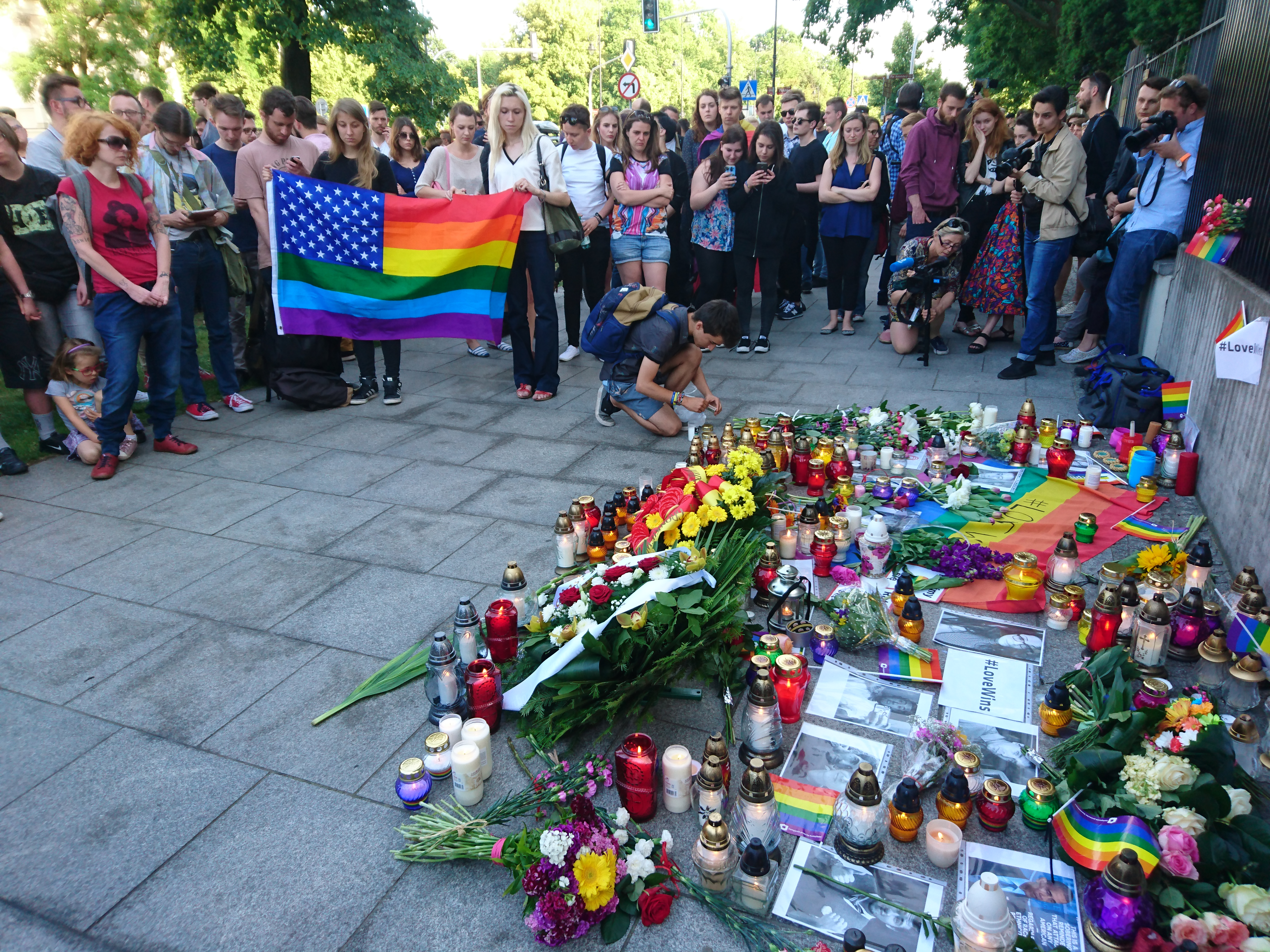
Anteilnahme vor der US-amerikanischen Botschaft in Warschau

Wenige Stunden nach der Tat rief der Bürgermeister von Orlando, Buddy Dyer, den Notstand in der Stadt aus und bat den Gouverneur von Florida, Rick Scott, dies für den gesamten Staat zu tun. Mit der Ausnahmeregelung sollten die Ermittlungen erleichtert werden.
Präsident Barack Obama wies die Bundesbehörden an, jede mögliche Unterstützung zur Intensivierung der Ermittlungen und zur Betreuung der Betroffenen bereitzustellen. Er bezeichnete die Tat als einen „Akt des Terrors und des Hasses“, gleichbedeutend mit einem Attentat „gegen alle Amerikaner“. In seiner Erklärung stellte Obama auch einen Zusammenhang mit der leichten Verfügbarkeit von Waffen in den USA her:

“Today marks the most deadly shooting in American history. The shooter was apparently armed with a handgun and a powerful assault rifle. This massacre is therefore a further reminder of how easy it is for someone to get their hands on a weapon that lets them shoot people in a school, or in a house of worship, or a movie theater, or in a nightclub. And we have to decide if that’s the kind of country we want to be. And to actively do nothing is a decision as well.”

„Das heutige Massaker ist das schlimmste der amerikanischen Geschichte. Der Schütze war offenbar mit einer Handfeuerwaffe und einem Automatikgewehr ausgerüstet. Das Massaker erinnert daher erneut daran, wie einfach es ist, sich in den Besitz von Waffen zu setzen und damit in einer Schule, Kirche, in einem Kino oder einem Nachtklub Menschen zu erschießen. Wir müssen uns entscheiden, ob wir diese Art von Land sein wollen. Aktiv nichts zu tun ist ebenfalls eine Entscheidung.“

Außerdem ordnete Obama an, die US-Flaggen auf halbmast zu setzen. Als Reaktion auf den Anschlag forderte Donald Trump, designierter Kandidat der Republikaner bei der Präsidentschaftswahl 2016, erneut einen Zuwanderungsstopp für muslimische Migranten. Er äußerte ferner seine Überzeugung, dass dieser Anschlag erst der Anfang sei. Die voraussichtliche Kandidatin der Demokraten, Hillary Clinton, hielt sich in ihrer Stellungnahme weitgehend an den Wortlaut des amtierenden Präsidenten.
Senator Chris Murphy forderte am 15. Juni 2016 in einem 14 Stunden und 50 Minuten langen Filibuster schärfere Waffengesetze. Die Rede des Politikers der Demokratischen Partei war der neuntlängste Filibuster in der Geschichte des Senats.
Weltweit kondolierten Repräsentanten vieler Staaten. In Paris wurde der Eiffelturm, in Tel Aviv das Rathaus, in Sydney die Harbour Bridge, in New York City das One World Trade Center, in Bogotá der Torre Colpatria und in Berlin der Berliner Fernsehturm sowie das Brandenburger Tor in Regenbogenfarben angestrahlt. Im Nachhinein wurde die Beleuchtung am Torre Colpatria wieder abgeschaltet, als sich mehrere tausend Menschen gegen die Beleuchtung eingesetzt haben.
Der stellvertretende Ständige Vertreter der Vereinigten Staaten bei den Vereinten Nationen, David Pressman, forderte am 13. Juni die anderen Mitglieder auf, Einigkeit zu zeigen und Menschenwürde aller, unabhängig von ihrer sexuellen Orientierung, zu schützen. Am folgenden Tag verabschiedete der UN-Sicherheitsrat einstimmig eine Stellungnahme, die den Anschlag verurteilte und feststellte, dass die Opfer gezielt wegen ihrer fehlenden Heteronormativität ausgesucht worden waren. Der UN-Hochkommissar für Menschenrechte, Seid al-Hussein, forderte eine schärfere Waffengesetzgebung in den Vereinigten Staaten.

### Medien
Doug Meyer fand in einer Studie, dass die Berichterstattung über den Anschlag auf US-amerikanischen LGBT-Websites sich vor allem auf die LGBT-Identität der Opfer beschränkt hätte, anstatt intersektional zu berichten. Dabei sei die ethnische Zugehörigkeit der Opfer als Latinx oft ausgeblendet oder von rassistischen Stereotypen gegenüber Latinx-Personen wie ein Fokus auf Glaube, Familie und Machismo geprägt gewesen. Fremdenfeindlichkeit als Tatmotiv sei dabei untergegangen, der Geburtsort USA des Täters verschwiegen, seine Tat mit „Terrorismus“ assoziiert und er somit auf homonationalistische Weise implizit als „ausländische Gefahr“ positioniert wurde.

### Popkultur
Im Jahr 2017 brachte der US-amerikanische Verlag DC Comics in Zusammenarbeit mit IDW Publishing den Comic-Band Love is love heraus, an dem eine ganze Reihe Comickünstler beteiligt waren. Im Oktober 2017 erschien der Band auf Deutsch bei Panini Comics. Pro verkauftem Band ging ein Teil des Erlöses an den Lesben- und Schwulenverband in Deutschland.